# Nedokonalá konkurence
Nedokonalá konkurence je stav na trhu, kdy je porušena aspoň jedna z následujících podmínek:
1. dokonalá informovanost kupujících a prodávajících
  - všichni spotřebitelé i výrobci mají všechny údaje, které potřebují, a mají informace o všech dostupných technologiích, o cenách konkurenčního výrobku
2. homogenita výrobku
  - výrobky jsou stejné nebo aspoň natolik podobné, že se nedá určit, který z nich je kvalitnější
3. velký počet prodávajících
  - na trhu je velké množství prodejců, kteří si navzájem konkurují
4. nulové náklady na změnu dodavatele
  - kupujícímu nevznikají náklady, když se rozhodne nakoupit u jiného prodejce[1]

Pokud dojde k naplnění všech těchto podmínek, pak vzniká stav dokonalé konkurence. V reálné tržní ekonomice ovšem v naprosté většině trhů vládne nedokonalá konkurence, kdy je cena neustále odchýlena a osciluje kolem rovnovážného stavu v modelu nabídky a poptávky. Dokonalá konkurence je tedy pouze teoretickým modelovým protistavem nedokonalé konkurence.

## Charakteristika nedokonale konkurenčního trhu
V nedokonale konkurenčním prostředí:
- výrobce dokáže ovlivnit cenu výrobku na trhu zboží a služeb, je tedy spolutvůrcem ceny na trhu
- firma dokáže ovlivnit cenu práce na trhu práce
- produkty nejsou homogenní
- neexistují nulové náklady na změnu dodavatele (spotřebitel musí vyhledat nového dodavatele, což však sebou přináší náklady jako čas nebo peníze)
- neexistuje dokonalá informovanost prodávajících i kupujících
- v odvětví existuje malý počet producentů
- neexistuje volný vstup do odvětví

### Struktura trhu
V ekonomii je myšlenka monopolu důležitá při studiu struktur řízení, která se přímo týká normativních aspektů hospodářské soutěže a poskytuje základnu pro témata jako průmyslová organizace a ekonomika regulace. V tradičních ekonomických analýzách existují čtyři základní typy trhových struktur: dokonalá konkurence, monopolní konkurence, oligopol a monopol. Monopol je struktura, ve které jediný dodavatel vyrábí a prodává daný výrobek. Pokud na určitém trhu existuje jen jeden prodávající a neexistují žádné blízké náhrady za produkt, potom je tržní struktura „čistého monopolu“. Někdy je v průmyslu mnoho prodejců a/nebo existuje mnoho blízkých náhražek za vyráběné zboží, ale přesto si firmy udrží určitou tržní sílu. Toto je nazýváno monopolní hospodářskou soutěží, zatímco v oligopolu se společnosti vzájemně strategicky vzájemně setkávají.

### Cenová diskriminace
Cenová diskriminace umožňuje monopolistovi zvýšit svůj zisk účtováním vyšších cen za totožné zboží těm, kteří jsou ochotni nebo schopni platit více. Například většina ekonomických učebnic stojí ve Spojených státech více než v rozvojových zemích, jako je například Etiopie. V tomto případě vydavatel využívá svého vládního monopolního autorského práva k cenové diskriminaci mezi všeobecně bohatšími studenty americké ekonomie a obecně chudými etiopskými studenty ekonomie. Podobně většina patentovaných léků stojí více v USA než v jiných zemích s (předpokládanou) chudší zákaznickou základnou. Typicky jsou uvedeny vysoké všeobecné ceny a různé tržní segmenty mají různé slevy. Jedná se o příklad rámcování, aby proces účtování vyšších cen některým lidem byl společensky přijatelný. Perfektní cenová diskriminace by dovolila monopolistovi účtovat každému zákazníkovi přesnou maximální částku, kterou by byl ochoten zaplatit. To by umožnilo monopolistovi získat veškerý spotřební přebytek trhu. Zatímco taková perfektní cenová diskriminace je teoretickým konceptem, pokrok v oblasti informačních technologií a mikromarketingu může přiblížit tento koncept reálnosti.
Je velmi důležité si uvědomit, že částečná cenová diskriminace může způsobit, že někteří chudší zákazníci, kteří jsou nevhodně spojeni se zákazníky bohatšími, budou vyloučeni z trhu. Například chudý student v USA nemusí mít dostatek peněz na nákup učebnice ekonomie za cenu v USA, kterou by si mohl dovolit koupit za etiopskou cenu. „ Podobně může být bohatý student v Etiopii schopen nebo ochoten kupovat za cenu v USA, ačkoli přirozeně by tuto skutečnost skrýval před monopolistou, aby zaplatil nižší cenu třetího světa. Jedná se o mrtvé ztráty a snížení zisku monopolisty. Monopolisté mají proto zásadní hospodářský zájem na zlepšení svých informací o trhu a segmentaci trhu.
Výsledkem toho, že monopolní ceny jsou vyšší a výrobní výkon nižší než konkurenční společnost, vyplývá požadavek, aby monopol nezadával různé ceny různým zákazníkům. To znamená, že monopol je omezen od účasti na cenové diskriminaci (toto se označuje jako cenová diskriminace prvního stupně, takže všem zákazníkům je účtována stejná částka). Pokud by bylo monopolu povoleno účtovat individuální ceny (toto se označuje jako cenová diskriminace třetího stupně), vyrobené množství a cena účtovaná okrajovým zákazníkům by byla totožná s cenou konkurenční společnosti. Tím by se odstranila mrtvá ztráta; nicméně veškeré zisky z obchodu (sociální péče) by připadly monopolistovi a nikoli spotřebiteli.
Pokud je cenová pružnost poptávky pro většinu zákazníků nižší než jedna v absolutní hodnotě, je výhodné, aby společnost zvýšila své ceny: získává více peněz za méně zboží. S nárůstem ceny se elasticita cen zvyšuje a v optimálním případě bude vyšší než jedna pro většinu zákazníků.

### Holdingová společnost
Holdingová společnost je společnost, která vlastní mimořádné akcie jiných společností. Holding obvykle nevyrábí zboží nebo služby sám; spíše jejím účelem je vlastnit akcie jiných společností, aby vytvořily podnikovou skupinu. Holdingové společnosti umožňují snížení rizika pro vlastníky a umožňují vlastnictví a ovládání řady různých společností.
Ve Spojených státech musí být vlastněny před vstupem do daňové konsolidace 80 % akcií, a to hlasováním a hodnotou, jako jsou například dividendy bez daně. To znamená, že pokud společnost A vlastní 80% nebo více akcií společnosti B, společnost A nebude platit daně z dividend vyplacených společností B svým akcionářům, neboť vyplacení dividend od B do A v podstatě převede hotovost z jedné společnosti druhému. Ostatní akcionáři společnosti B zaplatí obvyklé daně z dividend, jelikož jsou těmito akcionáři oprávněnými a obyčejnými dividendami.
Někdy se společnost, která se chtěla stát čistou holdingovou společností, identifikuje jako taková tím, že přidá k jejímu názvu “Holding„.

### Korporace
(odvozeno od lat. slova corpus – tělo) je společnost, skupina lidí nebo organizace oprávněná jednat jako jediný subjekt (právnická osoba) a uznaná jako taková v právu. Předčasně založené subjekty byly založeny chartou (zákonem uděleným monarchou nebo schváleným parlamentem nebo legislativou). Většina jurisdikcí nyní umožňuje vytvoření nových společností prostřednictvím registrace. Korporace mají omezenou odpovědnost za své investory, což může vést k tomu, že externí investoři ztrácejí na vládu nebo veřejnost.
Korporace přicházejí v mnoha různých typech, ale jsou obvykle rozděleny právem jurisdikce, kde jsou pronajaty do dvou druhů: podle toho, zda mohou vydávat akcie nebo ne, nebo tím, zda jsou vytvořeny k dosažení zisku nebo ne.
Tam, kde místní zákon rozlišuje korporace podle schopnosti vydávat akcie, jsou korporace oprávněny tak učinit, a označujeme je jako “akciové společnosti„, vlastnictví korporace je prostřednictvím akcií a majitelé akcií jsou označováni jako “akcionáři„. Korporace, které nejsou oprávněny vydávat akcie, jsou označovány jako společnosti, které nejsou akcionářské. Korporace pronajaté v regionech, v nichž se odlišují tím, zda mohou mít zisk nebo nikoli, jsou označovány jako společnosti “pro zisk„ a “neziskové„ společnosti.
Registrované společnosti mají právní subjektivitu a jejich akcie jsou majetkem akcionářů, jejichž odpovědnost je obecně omezena na jejich investice. Akcionáři obvykle neprovádí aktivně správu společnosti; akcionáři místo toho vybírají nebo jmenují správní radu, která bude ovládat korporaci s věrohodností. Ve většině případů může akcionář sloužit také jako ředitel nebo důstojník společnosti.
V druhé polovině 19. století vznikla nová forma společnosti s omezenou ochranou a příznivějším daňovým zacházením buď s jediným vlastníkem, nebo s partnerem. I když není společností, stal se tento nový typ subjektu velmi atraktivní jako alternativa pro korporace, které nemusejí vydávat akcie. V Německu byla organizace označována jako Gesellschaft mit beschränkter Haftung nebo GmbH. V poslední čtvrtině 20. století byla tato nová forma organizace, která není společností, dostupná ve Spojených státech a dalších zemích a byla známá jako společnost s ručením omezeným nebo LLC.

## Druhy nedokonalé konkurence
- Monopol
- Oligopol
- Monopson
- Oligopson
- Monopolistická konkurence

## Monopol
Jedním z typů nedokonalé konkurence je monopol. Jedná se o stav, kdy na daném trhu existuje pouze jediný výrobce. To však samo o sobě nestačí, důležitou podmínkou je existence jediného prodávajícího. Pro vznik monopolu jsou důležité i další faktory, jako například: specifičnost produktu, neexistence blízkých substitutů a nemožnost vstupu konkurenčních firem do odvětví. Z uvedeného tedy vyplývá, že monopol má schopnost ovlivňovat tržní cenu.

### Síla monopolu
Jeden ze způsobů určování tržní síly dominantních firem, se odvíjí od zjištění, že firmy s velkou tržní silou mají schopnost dosahovat cenu, která je vyšší než mezní náklady, monopol tedy nevyrábí efektivně. Síla monopolu může být vyjádřena za pomoci Lernerova indexu (L):
L = (cena – mezní náklady) / cena
V situaci, kdy je cena větší než mezní náklady index nabývá hodnot větších nule, čím vyšší je jeho hodnota, tím větší je tržní síla monopolu. U dokonalé konkurence je hodnota indexu rovna nule, mezní náklady se zde rovnají ceně.

### Přirozený monopol
O přirozený monopol se jedná v případě, kdy je jediná firma schopna obstarat zbožím nebo službami celý trh za nižší náklady, než jak by to zvládly dvě nebo více firem. Důvodem jsou silné bariéry vstupu na trh, například vysoké počáteční náklady. Příkladem mohou být dodávky vody. Pokud by tuto službu v jedné oblasti poskytovalo více firem, znamenalo by to snížení jejich zisků a to by se při vysokých počátečních nákladech nevyplatilo.

### Neefektivnost monopolu
V reálném prostředí, firma, která plně odpovídá teoretickému modelu monopolu, neexistuje. Je ale možné, aby se firma některými svými vlastnosti monopolu blížila. Monopol je zdrojem neefektivnosti z důvodů:
- Produkuje neefektivní objem produkce – ztráta mrtvé váhy
- Využívá své síly k neracionální alokaci zdrojů
- Nepodporuje zvyšování efektivnosti produkce[8]

### Státní monopoly
Při vyslovení slova monopol málokoho napadnou ty největší, typicky ty státní. Velmi častým monopolem je služba bezpečnosti (v ČR policie) nebo spravedlnosti (systém soudů a práva). Dále ve většině zemí i školství někde i zdravotnictví. Zpravidla stát zakáže svými zákony poskytovat konkurenční alternativu. V případě školství nastavuje vysoké bariéry pro vstup do odvětví a velmi silně jej reguluje.

### Protimonopolní politika
Antimonopolní úřady se snaží pomocí zásahů do nedokonale konkurenčního trhu odstranit jeho negativní dopady. Firmy s dominantním postavením nesmí své pozice na trhu využívat k poškozování spotřebitelů. Antimonopolní politika se opírá o zákony o ochraně hospodářské soutěže.

### Nástroje regulace monopolů
- daně
- cenová regulace
- vládní vlastnictví
- regulace
- protimonopolní zákonodárství[10]

V případě regulace přirozeného monopolu, jako jsou vodárny nebo elektrárny, je státem zakázáno prodávat produkt za jakoukoliv cenu, ale naopak cena je vládními úřady regulována.

### Duopol
Duopol je situace na trhu, kdy dvě společnosti, či firmy jsou jedinými poskytovateli daného produktu nebo služby. Je to jedna z nejzákladnějších forem oligopolu. Může trh ovlivnit stejným způsobem jako monopol za předpokladu, že se právě dvě nejvlivnější společnosti shodnou na ceně svých produktů. Výsledkem této spolupráce platí zákazníci větší finanční obnos, než by platili při konkurenci dokonalé.

#### Příklady duopolů
Boeing a Airbus jsou duopolem, protože letadla vyráběná těmito společnostmi přepravují nejvíce pasažérů. Podobně Amazon a eBay dominují na e-book trhu. I přesto, že se na e-book trhu i na trhu výroby letadel podílí více společností, jsou tyto těmi hlavními a těmi, které ovládají daný trh.

#### Dohoda mezi stranami duopolu
Dohoda zahrnuje smlouvu mezi dvěma soupeřícími společnostmi. Tato smlouva je podepsána za účelem ovládnutí trhu, často změnou výše cen.

## Oligopol
Je dalším z typů nedokonale konkurenčního trhu. Jedná se o strukturu trhu, ve které je jen málo prodávajících. Jde obvykle o 2 a více firem, v případě právě dvou firem působících na tomto trhu můžeme hovořit o duopolu. Základní předpoklady pro vznik oligopolu:
- existence pouze malého počtu firem, obvykle se v literatuře uvádí 2 až 6 firem,
- firmy nabízejí diferencovaný statek,
- pro vstup na tento trh existují těžko překonatelné bariéry[12]

Dále je potřeba rozlišovat, jestli jde o smluvní (koluzní) oligopol nebo oligopol s dominantní firmou (cenovým vůdcovstvím).

### Smluvní (koluzní) oligopol
Vzniká tehdy, když na trhu existuje několik málo přibližně stejných firem. Jelikož by těmto subjektům cenová „válka“ pouze uškodila, tak se mezi sebou dohodnou na stanovení společné prodejní ceny a rozdělení trhu. Tato cena je stanovena na úrovni, při které dlouhodobě maximalizují jejich monopolní zisk.
Jelikož jsou tyto dohody nezákonné, tak jsou uzavírány tajně. Každá z těchto firem se pak svém segmentu chová jako monopol.

### Oligopol s dominantní firmou
Vzniká v případě, kdy je na trhu jedna dominantní (velmi silná) firma a omezená skupina podobně velkých firem, které vytváří takzvaný konkurenční lem. V tomto případě stanovuje cenu dominantní firma a ostatní ji více či méně následují, stává se pro ně cenovým vůdcem. Je to dáno zejména tím, že firmy v konkurenčním lemu nemohou stanovit nižší cenu z nákladových důvodů a případě, že by stanovily cenu vyšší, tak by přišly o odbýt a časem zkrachovaly.
Mezi další druhy oligopolu můžeme zařadit ryzí (homogenní) oligopol, diferenciovaný oligopol a duopol.

## Oligopsony
Oligopson (z antické řečtiny ὀλίγοι (oligoi) “málo„ + ὀψωνία (opsōnia) “nákup„) je tržní struktura, kdy se malý počet kupujících střetává s velkým počtem prodávajících. Tato situace na trhu typicky nastává, když je velký počet prodávajících, kteří mezi sebou soutěží v prodeji malému množství kupujících. Oligopsony jsou opakem oligopolu, ve kterých je hodně kupujících, ale málo prodávajících. Oligopson je formou nedokonalé konkurence.

### Příklady z průmyslu
V každém z těchto případů má kupující významnou výhodu oproti prodejcům. Mohou poštvat jednoho prodejce proti druhému, čímž snižují ceny. Mohou také diktovat přesné specifikace prodávajícím, rozvržení dodávek, jakost a (v případě zemědělských produktů) odrůdy plodin. Odrážejí také mnoho rizik nadprodukce, přírodních ztrát a kolísání cyklické poptávky prodejcům.

### Zemědělství
Jedním příkladem oligopsonu ve světové ekonomice je kakao, kde tři firmy (Cargill, Archer Daniels Midland a Barry Callebaut) nakupují drtivou většinu světové produkce kakaových bobů, většinou od malých zemědělců v zemích třetího světa. Stejně tak američtí tabákoví pěstitelé čelí oligopsonii cigaretových výrobců, kde tři společnosti (Altria, Brown & Williamson a Lorillard Tobacco Company) nakupují téměř 90 % veškerého tabáku pěstovaného v USA a dalších zemích.

### Maloobchody
Během zhruba třiceti let získaly supermarkety ve vyspělých ekonomikách po celém světě rostoucí podíl na trhu s potravinami. Přitom zvýšily svůj vliv na dodavatele – jaké potraviny se pěstují a jak jsou zpracovány a zabaleny – s dopady, které se hlouběji dostanou do života a živobytí zemědělců a pracovníků na celém světě. V některých zemích to vedlo k obvinění z neetického a nezákonného jednání.
Situace v Austrálii je dobrým příkladem, kdy dva maloobchodníci, Coles a Woolworths, ovládají 70 % národního trhu s potravinami.

## Monopson
Monopson (z řeckého mónos „jeden“ a opsōnía „nákup“) je ekonomický stav, kde na trhu je pouze jeden nakupující a více prodejců. Jedná se o opak monopolu. Monopson může nastat jak na trhu výrobků a služeb, tak i na trhu výrobních faktorů.

### Historie
Teorie monopsonu byla rozvinuta ekonomkou Joan Robinsonovou v její knize The Economics of Imperfect Competition (1933). Ekonomové používají termín “monopolní síla„ podobně jako “monopolní moc„ jako zkratku pro scénář, ve kterém existuje jedna dominantní moc v kupním vztahu tak, že moc je schopna stanovit ceny pro maximalizaci zisku, který nepodléhá konkurenčním omezením. Monopsonská moc existuje tehdy, když jeden kupující čelí malé konkurenci od jiných kupujících za práci nebo zboží, takže jsou schopni stanovit mzdy a ceny práce nebo zboží, které kupují na nižší úrovni, než by tomu bylo na konkurenčním trhu. Klasickým teoretickým příkladem je hornické město, kde společnost, která vlastní důl, je schopna nastavit nízké mzdy. Tuto možnost mají, protože nejsou konkurencí ostatních zaměstnavatelů při přijímání pracovníků. Jsou totiž jediným zaměstnavatelem ve městě a geografická izolace nebo překážky brání pracovníkům hledat zaměstnání na jiných místech. Mezi další příklady mohou patřit školní obvody, kde mají učitelé v okresech jen malou mobilitu. V takových případech okres čelí malé konkurenci z jiných škol při přijímání učitelů, což dává okresu větší moc při vyjednávání pracovních podmínek. Alternativní pojmy jsou oligopsonická nebo monopsonistická soutěž.

### Síla monopsonu
Silou monopsonu označujeme schopnost kupujícího snižovat prodejní cenu prodejců. Jedná se o kupní a smluvní sílu při určování cen. Snížením nákladu na nákup vstupů zvyšuje kupující své zisky.
Prodejci, kteří se dostanou na monopsonní trh, mezi sebou soupeří v tzv. cenové válce, kde neustále snižují ceny a kvantitu svých výrobků, aby nalákali daného kupujícího. Ztrácí tím však svoji vyjednávací sílu.
Standardní učebnicový monopsonický model trhu práce je statický model parciální rovnováhy s jediným zaměstnavatelem, který platí stejnou mzdu všem pracovníkům. Zaměstnavatel stojí proti klesající křivce nabídky práce (jako obvykle kontrastuje s nekonečně elastickou křivkou nabídky práce), reprezentovanou modrou křivkou S v diagramu vpravo. Tato křivka vyjadřuje placenou mzdu, w, na úroveň zaměstnání, L, a je označena jako zvyšující se funkce w(L). Celkové náklady na práci jsou dány w(L) ∙ L. Firma má celkový výnos R, který se zvyšuje pomocí L. Firma chce zvolit L pro maximalizaci zisků, P, které jsou dány:
P(L) = R(L) – w(L) . L
Při maximálním zisku P' (L) = 0, podmínka prvního řádu pro maximalizaci je:
0 = R´(L) – w´(L) . L – w(L)
kde w '(L) je derivát funkce w (L), což znamená
R´(L) = w´(L) . L + w(L)
Monopsonistský zaměstnavatel maximalizuje zisky tím, že zvolí úroveň zaměstnání L, která rovná produkt marží (MRP) na mezní cenu MC v bodě A. Mzda se pak stanoví na křivce nabídky práce v bodě M a rovná se w. Naproti tomu by konkurenční trh práce dosáhl rovnováhy v bodě C, kde se nabídka práce S  rovná poptávce. To by vedlo k zaměstnanosti L 'a mzdy w'.

### Zdroje síly monopsonu
1. Vládní zaměstnavatel
  - Mnoho moderních monopsnonů jsou vládní pracovní místa. Například policie a hasiči mohou mít pouze jednoho zaměstnavatele – vládu.
2. Nezaměstnanost
  - Lidé, kteří již dlouho neúspěšně hledají práci, jsou ochotnější pracovat za nižší mzdu. Při růstu nezaměstnanosti roste i síla monopsonu.
3. Pracovní směny
  - Mnoho zaměstnanců mají omezený čas, kdy mohou pracovat. Jedná se především o zaměstnance s dětmi nebo zaměstnance na poloviční úvazek. Proto vyhledávají především firmy s flexibilní pracovní dobou, což dává zaměstnavateli vysokou vyjednávací sílu.[18]

## Monopolistická konkurence
Monopolistická konkurence je nejběžnějším typem nedokonalé konkurence. Tento typ konkurence je založený na heterogenitě produktu. Výrobci nabízejí podobný produkt (např. pizza), který je svou povahou “téměř„ stejný. Každý výrobce se ale snaží svůj výrobek rozlišit diferencovat) od konkurence. Může se jednat o kvalitu, tvar, obal apod. Ačkoliv jsou produkty podobné “strategie odlišování od druhého„ zapříčiňuje vznik mnoha velmi podobných substitutů (velmi podobných produktů). Tato strategie narušuje podmínku homogenitu produktu a vzniká nedokonalá konkurence, které říkáme monopolistická konkurence – každý výrobce si vytvoří vlastní monopol na svůj specificky diferenciovaný produkt.
Mezi základní charakteristiky monopolistické konkurence patří:
- neexistence bariér vstupu/výstupu na trh (otevřený trh)
- velké množství prodejců
- diferencovaný produkt (heterogenní produkt)